# Euclides da Cunha
Euclides (grafie veche Euclydes) da Cunha (pronunție în portugheză [e̞wˈklidɪʒ dɐ ˈkũɲɐ], n. 20 ianuarie 1866 – d. 15 august 1909) a fost jurnalist, sociolog și inginer brazilian. Cea mai importantă lucrare a sa este Os Sertões.